# Primi ministri dello Zambia
I primi ministri dello Zambia si sono avvicendati dal 1973 al 1991.

## Storia
La carica di capo del governo dello Zambia fu preceduta da quella di Primo ministro della Rhodesia Settentrionale, che esistette dal 22 gennaio al 24 ottobre 1964. L'unica persona a ricoprire questa carica fu Kenneth Kaunda, che divenne successivamente il 1º presidente dello Zambia indipendente.
Il primo ad assumere la carica di primo ministro dello Zambia fu Mainza Chona il 25 agosto 1973.
La carica di primo ministro fu nuovamente abolita il 31 agosto 1991, durante gli ultimi mesi del mandato presidenziale di Kenneth Kaunda. A partire da quella data, il presidente dello Zambia è sia capo di Stato che capo del governo.

## Elenco
| #                                                    | Ritratto | Nome              | Partito politico                           | Mandato          | Mandato          |
| #                                                    | Ritratto | Nome              | Partito politico                           | Inizio           | Fine             |
| ---------------------------------------------------- | -------- | ----------------- | ------------------------------------------ | ---------------- | ---------------- |
| Rhodesia Settentrionale                              |          |                   |                                            |                  |                  |
| 1                                                    |          | Kenneth Kaunda    | Partito Unito per l'Indipendenza Nazionale | 22 gennaio 1964  | 24 ottobre 1964  |
| Repubblica dello Zambia                              |          |                   |                                            |                  |                  |
| Carica abolita dal 24 ottobre 1964 al 25 agosto 1973 |          |                   |                                            |                  |                  |
| 1                                                    |          | Mainza Chona      | Partito Unito per l'Indipendenza Nazionale | 25 agosto 1973   | 27 maggio 1975   |
| 2                                                    |          | Elijah Mudenda    | Partito Unito per l'Indipendenza Nazionale | 27 maggio 1975   | 20 luglio 1977   |
| (1)                                                  |          | Mainza Chona      | Partito Unito per l'Indipendenza Nazionale | 20 luglio 1977   | 15 giugno 1978   |
| 3                                                    |          | Daniel Lisulo     | Partito Unito per l'Indipendenza Nazionale | 15 giugno 1978   | 18 febbraio 1981 |
| 4                                                    |          | Nalumino Mundia   | Partito Unito per l'Indipendenza Nazionale | 18 febbraio 1981 | 24 aprile 1985   |
| 5                                                    |          | Kebby Musokotwane | Partito Unito per l'Indipendenza Nazionale | 24 aprile 1985   | 15 marzo 1989    |
| 6                                                    |          | Malimba Masheke   | Partito Unito per l'Indipendenza Nazionale | 15 marzo 1989    | 31 agosto 1991   |
| Carica abolita dal 31 agosto 1991                    |          |                   |                                            |                  |                  |